# میرزا محمد قشلاق
میرزا محمد قشلاق (به ترکی آذربایجانی: Mirzəməmmədqışlaq) یک منطقه مسکونی در جمهوری آذربایجان است که در شهرستان خاچماز واقع شده است.